# Édouard Verreaux
Jean Baptiste Édouard Verreaux (1810 – 1868) foi um naturalista, coleccionista e comerciante francês.
Irmão de de Jules Verreaux. Em 1830, Verreaux viajou à África do Sul para ajudar o seu irmão a juntar uma larga colecção de história natural. Regressou em 1832, depois de ter passado por Sumatra, Java, Filipinas e Indochina. Em 1834, tomou conta do negócio de história natural, da família, em Paris.